# Hyperanthes
Hyperanthes († 480 v. Chr.) war ein Angehöriger der persischen Achämenidendynastie im 5. vorchristlichen Jahrhundert. Er war ein Sohn des Großkönigs Dareios I. und der Phratagone, Tochter des Artanes. Sein Vollbruder war Abrokomas. 
Während der Invasion Griechenlands durch Xerxes I. im Jahr 480 v. Chr. fielen Hyperanthes wie auch Abrokomas in der Schlacht bei den Thermopylen.